# My Blue Ridge Mountain Boy
| Recensione | Giudizio |
| ---------- | -------- |
| AllMusic   |          |

My Blue Ridge Mountain Boy è il quarto album in studio della cantante country statunitense Dolly Parton, pubblicato dalla RCA Victor Records l'8 settembre del 1969.

## Tracce

### LP (1969, RCA Victor Records, LSP-4188)
Lato A (XPRS-1621)
1. In the Ghetto – 2:46 (Scott Davis) – Registrato il 2 giugno 1969
2. Games People Play – 2:21 (Joe South) – Registrato il 2 giugno 1969
3. 'Til Death Do Us Part – 3:03 (Dolly Parton) – Registrato il 14 maggio 1969
4. Big Wind – 2:13 (Wayne P. Walker, Alex Zanetis, George McCormick) – Registrato il 2 giugno 1969
5. Evening Shade – 3:13 (Dolly Parton) – Registrato il 21 maggio 1969
6. I'm Fed Up with You – 1:55 (Bill Owens) – Registrato il 2 giugno 1969

Lato B (XPRS-1622)
1. My Blue Ridge Mountain Boy – 3:27 (Dolly Parton) – Registrato il 20 maggio 1969
2. Daddy – 2:44 (Dolly Parton) – Registrato il 9 settembre 1968
3. We Had All the Good Things Going – 2:40 (Jerry Monday, Mervin Shiner) – Registrato il 14 maggio 1969
4. The Monkey's Tale – 1:45 (Leona Reese) – Registrato il 14 maggio 1969
5. Gypsy, Joe and Me – 3:07 (Dolly Parton) – Registrato il 21 maggio 1969
6. Home for Pete's Sake – 2:02 (Rudy Preston) – Registrato il 14 maggio 1969

## Musicisti
In the Ghetto / Games People Play / Big Wind / I'm Fed Up with You
- Dolly Parton – voce
- Fred Carter, Jr. – chitarra
- George McCormick – chitarra ritmica
- Buck Trent – banjo elettrico
- Pete Drake – chitarra steel
- Hargus Robbins – pianoforte
- Mack Magaha – fiddle
- Junior Huskey – basso
- James Isbel – batteria
- Dolores Edgin – cori
- June Page – cori
- Joseph Babcock – cori

'Til Death Do Us Part / We Had All the Good Things Going / The Monkey's Tale / Home for Pete's Sake
- Dolly Parton – voce
- Musicisti non accreditati

Evening Shade / Gypsy, Joe and Me / My Blue Ridge Mountain Boy
- Dolly Parton – voce
- Musicisti non accreditati

Daddy
- Dolly Parton – voce
- Wayne Moss – chitarra
- Jerry Stembridge – chitarra
- George McCormick – chitarra ritmica
- Buck Trent – banjo elettrico
- Lloyd Green – chitarra steel
- Hargus Robbins – pianoforte
- Mack Magaha – fiddle
- Junior Huskey – basso
- Jerry Carrigan – batteria
- Dolores Edgin – cori
- June Page – cori
- Joseph Babcock – cori[3]

### Produzione
- Bob Ferguson – produzione
- Registrazioni effettuate al RCA's "Nashville Sound" Studio, Nashville, Tennessee (Stati Uniti)
- Al Pachucki – ingegnere delle registrazioni
- Roy Shockley e Milt Henderson – tecnici
- Bill Owens – note retrocopertina album originale[4]

## Successo commerciale
Album
| Anno | Classifica         | Posizione massima |
| ---- | ------------------ | ----------------- |
| 1969 | Billboard 200      | 194               |
| 1969 | Top Country Albums | 6                 |

Singoli
| Anno | Titolo del brano           | Classifica        | Posizione massima |
| ---- | -------------------------- | ----------------- | ----------------- |
| 1969 | Daddy                      | Hot Country Songs | 40                |
| 1969 | My Blue Ridge Mountain Boy | Hot Country Songs | 45                |
| 1969 | In the Ghetto              | Hot Country Songs | 50                |